# Fredsprismedaljen
Fredsprismedaljen er en dansk erindringsmedalje, som blev indstiftet efter kongelig resolution 12. juni 1995. Den er indstiftet efter at Forenede Nationers (FNs) fredsbevarende styrker i 1988 modtog Nobels Fredspris, med motivationen: ”Prisen er en hyldest til alle dem, der har tjent organisationen og især til modet og offerviljen hos alle dem, der har deltaget og fortsat vil deltage i de fredsbevarende operationer”. 
Medaljen kan ansøges af alle og enhver som både før og efter 1988, har deltaget i FNs fredsbevarende styrker. Ansøgere som har tjent før 1988 får en særlig agraf på båndet. Medaljen kan ikke ansøges af soldater eller politifolk, som har deltaget i en ikke-FN styrke, da medaljen skal ses, som bevis for at man har del i Nobels fredspris. Medaljen kan ansøges hvis man er tildelt FN-medalje fra den mission man har deltaget i. Medaljen uddeles af en forening der hedder De blå baretter.(Danmarks internationale veteranorganisation)

## Posthum tildeling
Medaljen er en enkelt gang uddelt posthumt til en sergent Claus Gamborg, som faldt under FN-tjeneste i Kroatien den 4. august 1995. Han blev posthumt tildelt medaljen da han før sin død havde ansøgt medaljen. Medaljen blev tildelt hans forældre kort før begravelsen fra Roskilde Domkirke.

## Nævneværdige modtagere
- General Hans Jesper Helsø, forsvarschef, tidligere FN-veteran fra Cypern og Bosnien.
- Pensioneret oberst og MF for socialdemokraterne, Jens Christian Lund, Danmarks mest dekorerede officer og tidligere chef for Prinsens Livregiment, FN-veteran fra Cypern og Bosnien.
- Major af reserven og forsvarsminister Søren Gade, tildelt FN-medalje for tjeneste som FN-observatør i mellemøsten.
- Oberst Lasse Harkjær, tidligere chef for Den Kongelige Livgarde, FN-veteran for Cypern.
- Kaptajn Lars Hawaleschka Madsen, Flyvevåbnet, tildelt FN medaljen for missioner i Afghanistan, Libanon, Israel og Syrien